# Portland Trail Blazers
Portland Trail Blazers – amerykański klub koszykarski, mający siedzibę w Portland w stanie Oregon. Występuje w Dywizji Północno-zachodniej, Konferencji Zachodniej w National Basketball Association (NBA).

## Historia
Zespół powstał w 1970. Nazwa ekipy nawiązuje do odkrywców i pionierów, którzy przemierzali Dziki Zachód, a jeden z głównych szlaków, którym się ówczesnie kierowali (szlak oregoński, ang. Oregon Trail) kończył się w okolicach Portland. Wyłoniono ją w konkursie ogólnostanowym, bo dobrze oddawała ducha odkrywania, wytrwałości i odwagi, którymi chciano symbolicznie obdarzyć zespół.
Przez pierwsze 6 lat nie mógł zakwalifikować się do fazy play-off, jednak dzięki temu dwukrotnie mógł wybierać zawodników z 1 numerem draftu. W 1972 pozyskano w ten sposób LaRue Martina, a dwa lata później Billa Waltona.
W 1976 po rozwiązaniu ligi ABA, Blazers w drafcie rozszerzającym wybrali Maurice Lucasa. Lucas i Walton oraz nowo zatrudniony trener Jack Ramsay poprowadzili zespół w 1977 do, jedynego w historii klubu, mistrzostwa NBA, pokonując w finale 4-2 Philadelphia 76ers z Juliusem Ervingiem w składzie. W drużynie, grali także m.in.: Dave Twardzik i Lionel Hollins. W następnym roku Walton odniósł kontuzję i niezadowolony z opieki medycznej w Portland, opuścił klub. Lucas odszedł w 1980 i zespół popadł w stagnację.
Odmianę przyniósł dopiero draft 1983, kiedy to wybrano dynamicznego obrońcę Clyde’a Drexlera. „Clyde the Glyde” (Szybowiec) stał się najbardziej znanym zawodnikiem Smug w następnej dekadzie. Rok później w drafcie 1984 Blazers stali się bohaterami negatywnymi najgłośniejszego draftu w historii, wybierając z numerem 2. Sama Bowiego, mając do dyspozycji Michael Jordana. Rok później przyszedł za to ważny gracz, obrońca Terry Porter.
W 1988 właścicielem klubu został znany milioner z branży informatycznej Paul Allen, do drużyny przybyli Jerome Kersey i Kevin Duckworth, a trenerem został Rick Adelman. Po dojściu jeszcze Bucka Williamsa został skompletowany mocny skład. W 1990, po latach przerwy, prowadzeni przez Drexlera Blazers dostali się do finału ligi. Rozegrali jeden z najtwardszych finałów w historii ligi, przegrywając w pięciu meczach z Detroit Pistons, nazywanymi „Bad Boys”. Dwa lata później historia się powtórzyła – Portladczycy ponownie przegrali finał, tym razem 4-2 z królującymi niepodzielnie Chicago Bulls. W obu finałach w barwach Blazers grała plejada znakomitych zawodników, oprócz wymienionych także Cliff Robinson i Danny Ainge.
W połowie  lat 90. nowy menedżer klubu Bob Whitsitt postanowił odmienić oblicze zespołu, zwalniając „ekipę Drexlera”. Na ich miejsce zatrudniono m.in. Harveya Granta, Isaiaha Ridera, Rasheeda Wallace’a i Damona Stoudamire'a. Część z nowych zawodników miała opinię „niepokornych”, do ich okiełznania zatrudniono trenera Mike’a Dunleavy'ego. Początkowo eksperyment przynosił rezultaty – w 1999 zespół wystąpił w finałach konferencji. Jednak już rok później odeszli Rider i Jim Jackson, a przyszli Steve Smith i weteran Scottie Pippen. Wraz z wybranym znacznie wcześniej w drafcie jednym z wybitniejszych koszykarzy europejskich Arvydasem Sabonisem mieli stanowić o nowym obliczu zespołu. Nowy skład ponownie zagrał w finałach Zachodu, ale znów przegrał.

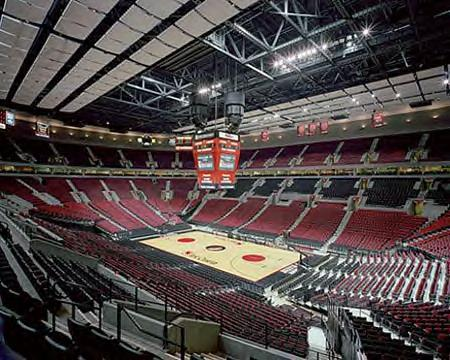
Hala Portland Trail Blazers Rose Garden Arena

## Zawodnicy

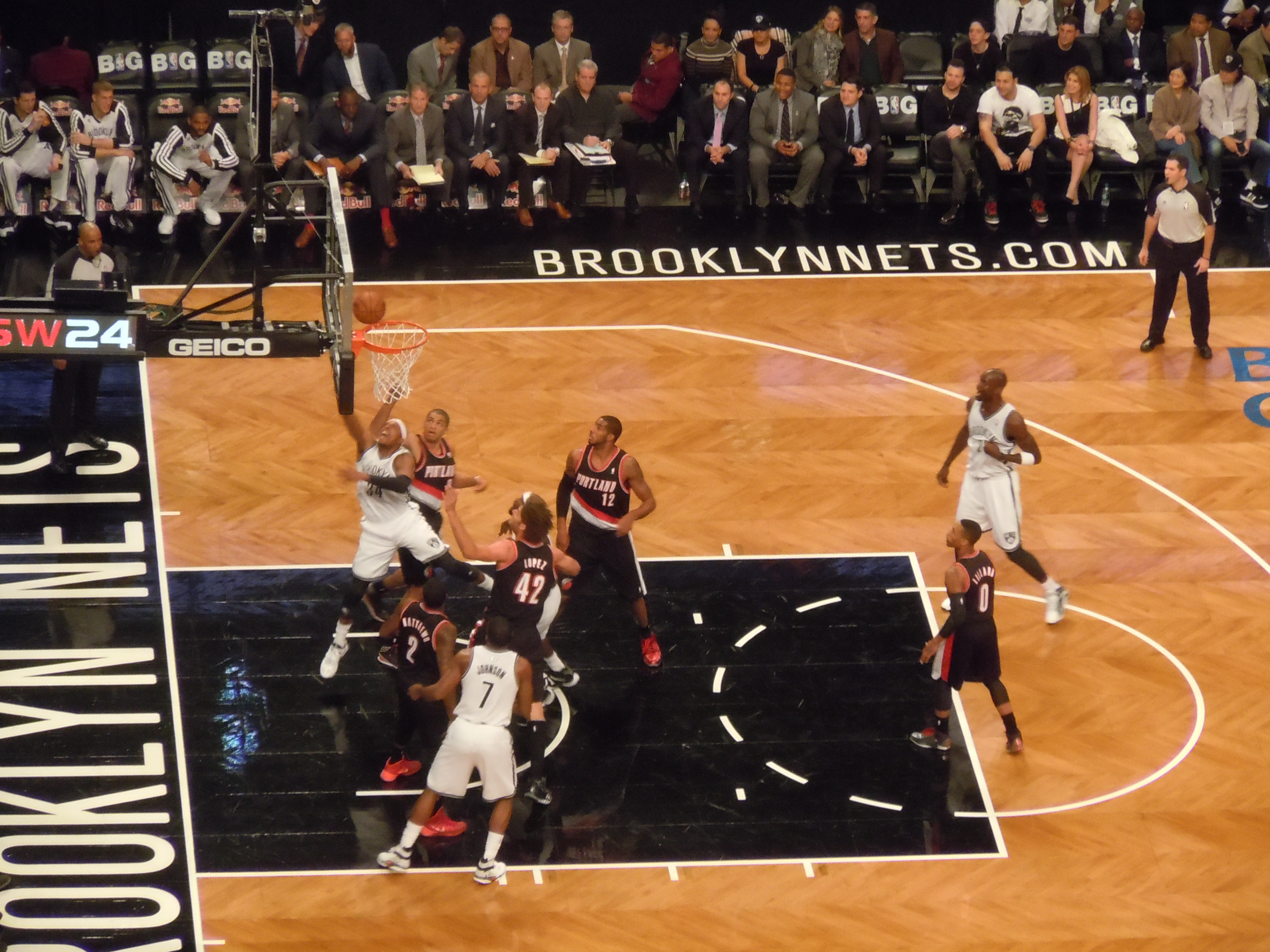
Portland podczas meczu z Brooklyn Nets w sezonie 2013-14.

### Kadra w sezonie 2020/21
Stan na 7 lutego 2021
| Nr | Poz. | Nar.                 | Nazwisko i imię   | Data urodzenia | Wzrost | Masa ciała |
| -- | ---- | -------------------- | ----------------- | -------------- | ------ | ---------- |
| 00 | F    | Stany Zjednoczone    | Anthony, Carmelo  | 1984–05–29     | 203 cm | 103 kg     |
| 21 | G    | Stany Zjednoczone    | Blevins, Keljin   | 1995–11–24     | 198 cm | 91 kg      |
| 33 | C/F  | Stany Zjednoczone    | Collins, Zach     | 1997–11–19     | 213 cm | 104 kg     |
| 23 | F    | Stany Zjednoczone    | Covington, Robert | 1990–12–14     | 206 cm | 98 kg      |
| 16 | G/F  | Stany Zjednoczone    | Elleby, C.J.      | 2000–06–16     | 198 cm | 91 kg      |
| 4  | C/F  | Stany Zjednoczone    | Giles III, Harry  | 1998–04–22     | 208 cm | 109 kg     |
| 5  | G/F  | Stany Zjednoczone    | Hood, Rodney      | 1992–10–20     | 203 cm | 98 kg      |
| 55 | F    | Stany Zjednoczone    | Jones Jr, Derrick | 1997–02–15     | 201 cm | 86 kg      |
| 11 | C    | Turcja               | Kanter, Enes      | 1992–05–20     | 211 cm | 112 kg     |
| 0  | G    | Stany Zjednoczone    | Lillard, Damian   | 1990–07–15     | 191 cm | 88 kg      |
| 9  | G/F  | Stany Zjednoczone    | Little, Nassir    | 2000–02–11     | 198 cm | 100 kg     |
| 3  | G    | Stany Zjednoczone    | McCollum, C.J.    | 1991–09–19     | 191 cm | 86 kg      |
| 27 | C    | Bośnia i Hercegowina | Nurkić, Jusuf     | 1994–08–23     | 213 cm | 127 kg     |
| 1  | G    | Stany Zjednoczone    | Simons, Anfernee  | 1999–06–08     | 193 cm | 83 kg      |
| 2  | G/F  | Stany Zjednoczone    | Trent Jr, Gary    | 1999–01–18     | 198 cm | 93 kg      |

Trener:  Terry Stotts
 Asystenci: Nate Tibbetts (zastępca) • Dale Osbourne • John McCullough • Jim Moran • Jannero Pargo

## Trenerzy

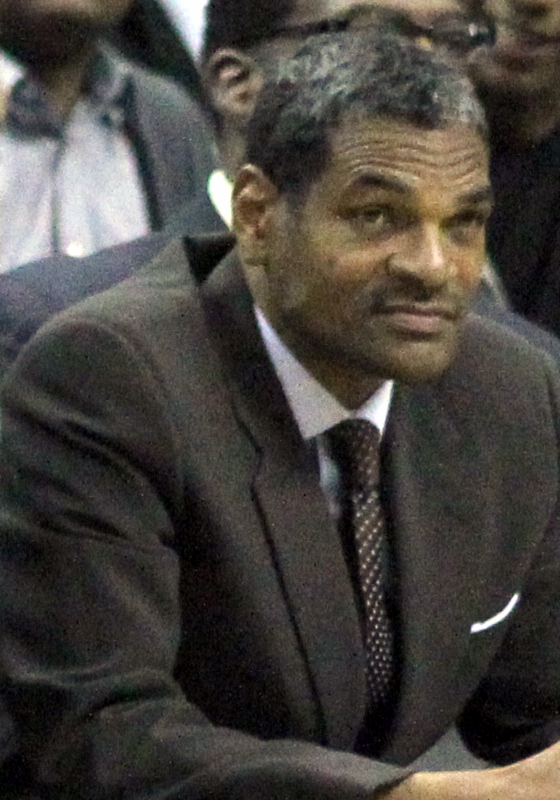
Maurice Cheeks – trener zespołu w latach 2001–2005.

- Rolland Todd – 1970–1972
- Stu Inman – 1972
- Jack McCloskey – 1972–1974
- Lenny Wilkens – 1974–1976
- Dr Jack Ramsay – 1976–1986
- Mike Schuler – 1986–1988
- Rick Adelman – 1988–1994
- P.J. Carlesimo – 1994–1997
- Mike Dunleavy – 1997–2001
- Maurice Cheeks – 2001–2005
- Kevin Pritchard – 2005
- Nate McMillan – 2005–2012
- Kaleb Canales – 2012
- Terry Stotts – od 2012

## Zastrzeżone numery

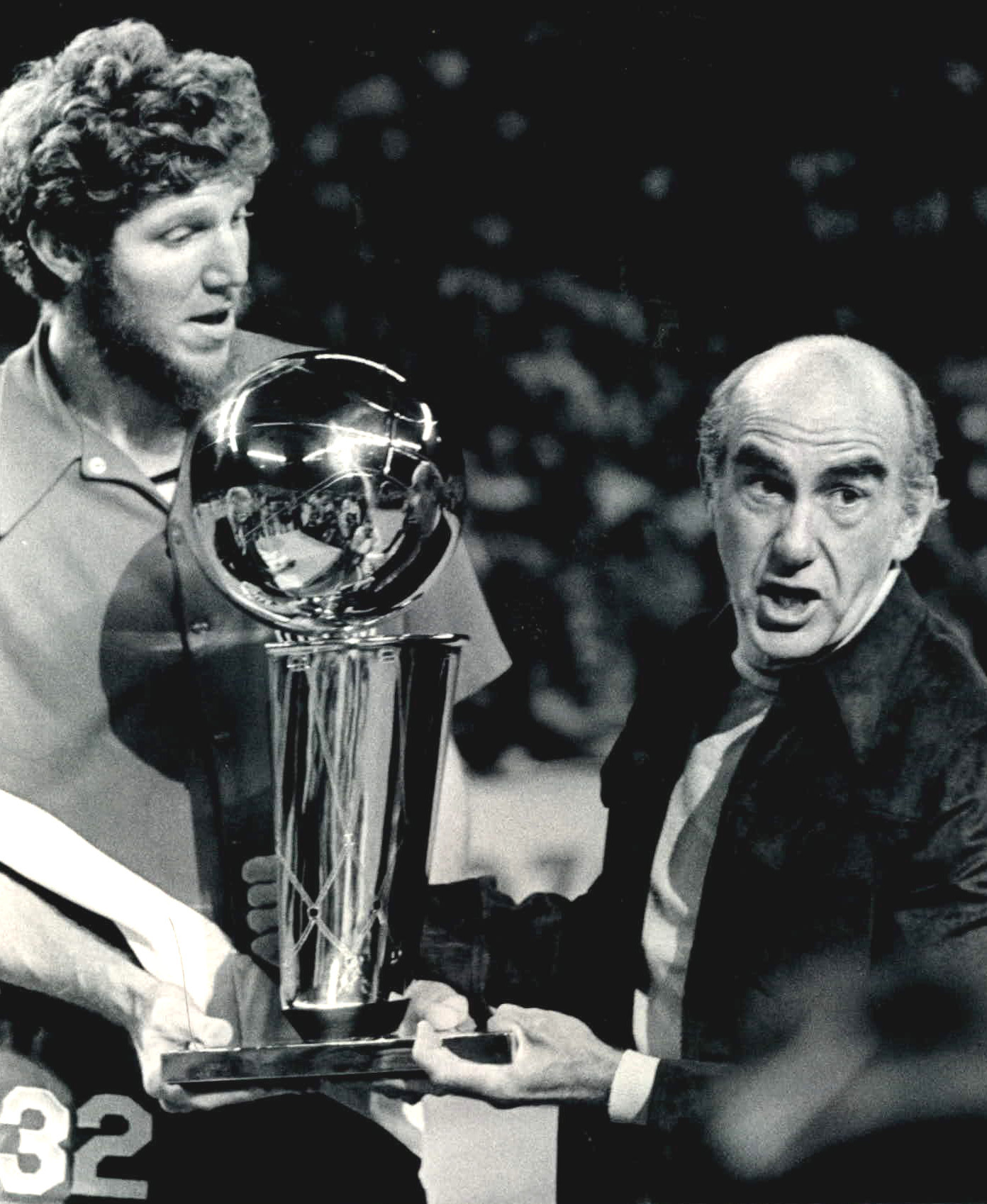
Bill Walton i trener Jack Ramsay trzymający trofeum mistrzów NBA w 1977 roku.

| Portland Trail Blazers zastrzeżone numery |                 |              |                      |
| Nr.                                       | Imię i nazwisko | Pozycja      | Lata gry             |
| 1                                         | Larry Weinberg  | właściciel   | 1970–1988            |
| 13                                        | Dave Twardzik   | PG           | 1976–1980            |
| 14                                        | Lionel Hollins  | PG           | 1975–1980            |
| 15                                        | Larry Steele    | PG           | 1971–1980            |
| 20                                        | Maurice Lucas   | PF           | 1976–1980, 1987–1988 |
| 22                                        | Clyde Drexler   | SG           | 1983–1995            |
| 30                                        | Bob Gross       | SF           | 1975–1982            |
| 30                                        | Terry Porter    | PG           | 1985–1995            |
| 32                                        | Bill Walton     | C            | 1974–1979            |
| 36                                        | Lloyd Neal      | PF           | 1972–1979            |
| 45                                        | Geoff Petrie    | SG           | 1970–1976            |
| 77                                        | Jack Ramsay     | Trener       | 1976–1986            |
|                                           | Bill Schonely   | sprawozdawca | 1970–1998            |

### Włączeni do Basketball Hall of Fame

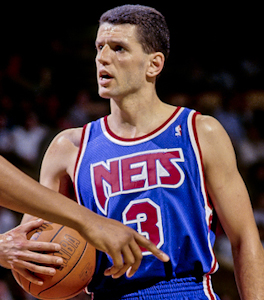
Dražen Petrović został wybrany w drafcie przez Trail Blazers. Uhonorowano go wyborem do Naismith Memorial Basketball Hall of Fame oraz FIBA Hall of Fame.

- 17 Lenny Wilkens
- 32 Bill Walton
- 22 Clyde Drexler
- 44 Dražen Petrović
- 11 Arvydas Sabonis
- 33 Scottie Pippen
- trener Lenny Wilkens
- trener Jack Ramsay

### Włączeni do FIBA Hall of Fame
- Dražen Petrović: 1989–1990
- Arvydas Sabonis: 1995–2001, 2002–2003
- Fernando Martin: 1986–1987

## Areny
Memorial Coliseum (1970–1995)
Rose Garden/Moda Center (od 1995)

## Nagrody i wyróżnienia

### Sezon
MVP Sezonu
- Bill Walton – 1978

MVP Finałów
- Bill Walton – 1977

Debiutant Roku
- Geoff Petrie – 1971
- Sidney Wicks – 1972
- Brandon Roy – 2007
- Damian Lillard – 2013

Największy Postęp
- Kevin Duckworth – 1988
- Zach Randolph – 2004
- C.J. McCollum – 2016

Rezerwowy Sezonu
- Clifford Robinson – 1993

Trener Roku
- Mike Schuler – 1987
- Mike Dunleavy – 1999

Menedżer Roku
- Bucky Buckwalter – 1991

J. Walter Kennedy Citizenship Award
- Terry Porter – 1993
- Chris Dudley – 1996
- Brian Grant – 1999
- Damian Lillard – 2019

I skład NBA
- Bill Walton – 1978
- Clyde Drexler – 1992
- Damian Lillard – 2018

II skład NBA
- Bill Walton – 1977
- Maurice Lucas 1978
- Jim Paxson – 1984
- Clyde Drexler – 1988, 1991
- Brandon Roy – 2009
- LaMarcus Aldridge – 2015
- Damian Lillard – 2016, 2019

III skład NBA
- Clyde Drexler – 1990
- Brandon Roy – 2010
- LaMarcus Aldridge – 2011, 2014
- Damian Lillard – 2014

I skład defensywny NBA
- Bill Walton – 1977, 1978
- Maurice Lucas – 1978
- Lionel Hollins – 1978
- Buck Williams – 1990, 1991

II skład defensywny NBA
- Bob Gross – 1978
- Maurice Lucas – 1979
- Lionel Hollins – 1979
- Kermit Washington – 1980, 1981
- Buck Williams – 1992
- Scottie Pippen – 2000
- Theo Ratliff – 2004

I skład debiutantów NBA
- Geoff Petrie – 1970
- Sidney Wicks – 1972
- Lloyd Neal – 1973
- Lionel Hollins – 1976
- Mychal Thompson – 1979
- Ron Brewer – 1979
- Calvin Natt – 1980
- Kelvin Ransey – 1981
- Sam Bowie – 1985
- Arvydas Sabonis – 1996
- Brandon Roy – 2007
- LaMarcus Aldridge – 2007
- Damian Lillard – 2013

II skład debiutantów NBA
- Rudy Fernandez – 2009

### NBA All-Star Weekend
Zwycięzcy Skills Challenge
- Damian Lillard - 2013, 2014

Trenerzy All-Star
- Jack Ramsay – 1978

Nominowani do meczu gwiazd
- Geoff Petrie – 1971, 1974
- Sidney Wicks – 1971–1975
- Maurice Lucas – 1977–1979
- Bill Walton – 1977, 1978
- Lionel Hollins – 1978
- Kermit Washington – 1980
- Jim Paxson – 1983, 1984
- Clyde Drexler – 1986, 1988–1994
- Steve Johnson – 1988
- Kevin Duckworth – 1989, 1991
- Terry Porter – 1991, 1993
- Clifford Robinson – 1994
- Rasheed Wallace – 2000, 2001
- Brandon Roy – 2008–2010
- LaMarcus Aldridge – 2012–2015
- Damian Lillard – 2014, 2015

Uczestnicy Rookie Challenge
- Arvydas Sabonis – 1996
- Alvin Williams – 1998
- Kelvin Cato – 1998
- Brandon Roy – 2007
- LaMarcus Aldridge – 2008
- Brandon Roy – 2008
- Greg Oden – 2009
- Rudy Fernandez – 2009
- Wesley Matthews – 2011
- Damian Lillard – 2013, 2014

## Statystyczni liderzy klubu
Pogrubienie – oznacza ciągle aktywnego zawodnika występującego w zespole

Kursywa – oznacza ciągle aktywnego zawodnika występującego w innym zespole
Punkty (sezon regularny – stan na 16 kwietnia 2015)
- 1. Clyde Drexler (18 040)
- 2. LaMarcus Aldridge (12 562)
- 3. Terry Porter (11 330)
- 4. Clifford Robinson (10 405)
- 5. Jerome Kersey (10 067)
- 6. Jim Paxson (10 003)
- 7. Geoff Petrie (9 732)
- 8. Mychal Thompson (9 215)
- 9. Rasheed Wallace (9 119)
- 10. Sidney Wicks (8 882)
- 11. Kevin Duckworth (7 188)
- 12. Damon Stoudamire (6 745)
- 13. Kiki Vandeweghe (6 698)
- 14. Zach Randolph (6 202)
- 15. Brandon Roy (6 107)
- 16. Calvin Natt (5 738)
- 17. Buck Williams (5 677)
- 18. Arvydas Sabonis (5 629)
- 19. Wesley Matthews (5 521)
- 20. Nicolas Batum (5 390)
- 21. Maurice Lucas (5 151)
- 22. Rod Strickland (5 044)
- 23. Larry Steele (5 009)
- 24. Damian Lillard (4 977)
- 25. Lloyd Neal (4 846)
- 26. Bob Gross (4 484)
- 27. Tom Owens (4 437)
- 28. Lionel Hollins (4 379)
- 29. Bonzi Wells (4 112)
- 30. Kenny Carr (3 903)

| Minuty - 1. Clyde Drexler (29 496) - 2. Terry Porter (23 978) - 3. LaMarcus Aldridge (22 973) - 4. Jerome Kersey (21 760) - 5. Clifford Robinson (19 839) | Zbiórki - 1.LaMarcus Aldridge (5 434) - 2. Clyde Drexler (5 339) - 3. Jerome Kersey (5 078) - 4. Mychal Thompson (4 878) - 5. Buck Williams (4 861) | Asysty - 1. Terry Porter (5 319) - 2. Clyde Drexler (4 933) - 3. Damon Stoudamire (3 018) - 4. Rod Strickland (2 573) - 5. Geoff Petrie (2 057) |

| Przechwyty - 1. Clyde Drexler (1 795) - 2. Terry Porter (1 182) - 3. Jerome Kersey (1 059) - 4. Jim Paxson (857) - 5. Larry Steele (846) | Bloki - 1. Mychal Thompson (768) - 2. Clifford Robinson (726) - 3. Rasheed Wallace (693) - 4. LaMarcus Aldridge (658) - 5. Joel Przybilla (623) | Celne rzuty za 3 punkty - 1. Wesley Matthews (826) - 2. Terry Porter (773) - 3. Nicolas Batum (751) - 4. Damon Stoudamire (717) - 5. Damian Lillard (599) |

## Sukcesy
| Tytuł              | Liczba | Rok |
| ------------------ | ------ | --- |
| Mistrz NBA         | 1      | 1977 |
| Mistrz Konferencji | 3      | 1977, 1990, 1992 |
| Mistrz dywizji     | 6      | 1978, 1991, 1992, 1999, 2015, 2018 |
| Występy w play-off | 37     | 1977, 1978, 1979, 1980, 1981, 1983, 1984, 1985, 1986, 1987, 1988, 1989, 1990, 1991, 1992, 1993, 1994, 1995, 1996, 1997, 1998, 1999, 2000, 2001, 2002, 2003, 2009, 2010, 2011, 2014, 2015, 2016, 2017, 2018, 2019, 2020, 2021 |
| Występy w play-in  | 1      | 2020 |

## Poszczególne sezony
Na podstawie:. Stan na koniec sezonu 2024/25
| Sezon                  | Liga | Konferencja | Poz. w konf. | Dywizja   | Poz. w dyw. | Sezon regularny | Sezon regularny | Playoffs |
| Sezon                  | Liga | Konferencja | Poz. w konf. | Dywizja   | Poz. w dyw. | Wyg.            | Por.            | Playoffs |
| ---------------------- | ---- | ----------- | ------------ | --------- | ----------- | --------------- | --------------- | --- |
| Portland Trail Blazers |      |             |              |           |             |                 |                 | |
| 1970/71                | NBA  | Zachodnia   | 9            | Pacific   | 5           | 29              | 53              | |
| 1971/72                | NBA  | Zachodnia   | 9            | Pacific   | 5           | 18              | 64              | |
| 1972/73                | NBA  | Zachodnia   | 9            | Pacific   | 5           | 21              | 61              | |
| 1973/74                | NBA  | Zachodnia   | 9            | Pacific   | 5           | 27              | 55              | |
| 1974/75                | NBA  | Zachodnia   | 6            | Pacific   | 3           | 38              | 44              | |
| 1975/76                | NBA  | Zachodnia   | 7            | Pacific   | 5           | 37              | 45              | |
| 1976/77                | NBA  | Zachodnia   | 3            | Pacific   | 2           | 49              | 33              | Wygrana w 1. rundzie z Chicago Bulls (2-1) Wygrana w półfinale Konf. z Denver Nuggets (4-2) Wygrana w finale Konf. z Los Angeles Lakers (4-0) Wygrana w finale NBA z Philadelphia 76ers (4-2) |
| 1977/78                | NBA  | Zachodnia   | 1            | Pacific   | 1           | 58              | 24              | Porażka w półfinale Konf. z Seattle SupeSonics (2-4) |
| 1978/79                | NBA  | Zachodnia   | 6            | Pacific   | 4           | 45              | 37              | Porażka w 1. rundzie z Phoenix Suns (1-2) |
| 1979/80                | NBA  | Zachodnia   | 6            | Pacific   | 4           | 38              | 44              | Porażka w 1. rundzie z Seattle SuperSonics (1-2) |
| 1980/81                | NBA  | Zachodnia   | 4            | Pacific   | 3           | 45              | 37              | Porażka w 1. rundzie z Kansas City Kings (1-2) |
| 1981/82                | NBA  | Zachodnia   | 8            | Pacific   | 5           | 42              | 40              | |
| 1982/83                | NBA  | Zachodnia   | 5            | Pacific   | 4           | 46              | 36              | Wygrana w 1. rundzie z Seattle SuperSonics (2-0) Porażka w półfinale Konf. z Los Angeles Lakers (1-4)                                                                                         |
| 1983/84                | NBA  | Zachodnia   | 3            | Pacific   | 2           | 48              | 34              | Porażka w 1. rundzie z Phoenix Suns (2-3) |
| 1984/85                | NBA  | Zachodnia   | 5            | Pacific   | 2           | 42              | 40              | Wygrana w 1. rundzie z Dallas Mavericks (3-1) Porażka w półfinale Konf. z Los Angeles Lakers (1-4)                                                                                            |
| 1985/86                | NBA  | Zachodnia   | 6            | Pacific   | 2           | 40              | 42              | Porażka w 1. rundzie z Denver Nuggets (1-3) |
| 1986/87                | NBA  | Zachodnia   | 3            | Pacific   | 2           | 59              | 33              | Porażka w 1. rundzie z Houston Rockets (1-3) |
| 1987/88                | NBA  | Zachodnia   | 4            | Pacific   | 2           | 53              | 29              | Porażka w 1. rundzie z Utah Jazz (1-3) |
| 1988/89                | NBA  | Zachodnia   | 8            | Pacific   | 5           | 39              | 43              | Porażka w 1. rundzie z Los Angeles Lakers (0-3) |
| 1989/90                | NBA  | Zachodnia   | 3            | Pacific   | 2           | 59              | 23              | Wygrana w 1. rundzie z Dallas Mavericks (3-0) Wygrana w półfinale Konf. z San Antonio Spurs (4-3) Wygrana w finale Konf. z Phoenix Suns (4-2) Porażka w finale NBA z Detroit Pistons (1-4)    |
| 1990/91                | NBA  | Zachodnia   | 1            | Pacific   | 1           | 63              | 19              | Wygrana w 1. rundzie z Seattle SuperSonics (3-2) Wygrana w półfinale Konf. z Utah Jazz (4-1) Porażka w finale Konf. z Los Angeles Lakers (2-4)                                                |
| 1991/92                | NBA  | Zachodnia   | 1            | Pacific   | 1           | 57              | 25              | Wygrana w 1. rundzie z Los Angeles Lakers (3-1) Wygrana w półfinale Konf. z Phoenix Suns (4-1) Wygrana w finale Konf. z Utah Jazz (4-2) Porażka w finale NBA z Chicago Bulls (2-4)            |
| 1992/93                | NBA  | Zachodnia   | 4            | Pacific   | 3           | 51              | 31              | Porażka w 1. rundzie z San Antonio Spurs (1-3) |
| 1993/94                | NBA  | Zachodnia   | 7            | Pacific   | 4           | 47              | 35              | Porażka w 1. rundzie z Houston Rockets (1-3) |
| 1994/95                | NBA  | Zachodnia   | 7            | Pacific   | 4           | 44              | 38              | Porażka w 1. rundzie z Phoenix Suns (0-3) |
| 1995/96                | NBA  | Zachodnia   | 6            | Pacific   | 3           | 44              | 38              | Porażka w 1. rundzie z Utah Jazz (2-3) |
| 1996/97                | NBA  | Zachodnia   | 5            | Pacific   | 3           | 49              | 33              | Porażka w 1. rundzie z Los Angeles Lakers (1-3) |
| 1997/98                | NBA  | Zachodnia   | 6            | Pacific   | 4           | 46              | 36              | Porażka w 1. rundzie z Los Angeles Lakers (1-3) |
| 1998/99                | NBA  | Zachodnia   | 2            | Pacific   | 1           | 35              | 15              | Wygrana w 1. rundzie z Phoenix Suns (3-0) Wygrana w półfinale Konf. z Utah Jazz (4-2) Porażka w finale Konf. z San Antonio Spurs (0-4)                                                        |
| 1999/00                | NBA  | Zachodnia   | 3            | Pacific   | 2           | 59              | 23              | Wygrana w 1. rundzie z Minnesota Timberwolves (3-1) Wygrana w półfinale Konf. z Utah Jazz (4-1) Porażka w finale Konf. z Los Angeles Lakers (3-4)                                             |
| 2000/01                | NBA  | Zachodnia   | 7            | Pacific   | 4           | 50              | 32              | Porażka w 1. rundzie z Los Angeles Lakers (0-3) |
| 2001/02                | NBA  | Zachodnia   | 6            | Pacific   | 3           | 49              | 33              | Porażka w 1. rundzie z Los Angeles Lakers (0-3) |
| 2002/03                | NBA  | Zachodnia   | 6            | Pacific   | 3           | 50              | 32              | Porażka w 1. rundzie z Dallas Mavericks (3-4) |
| 2003/04                | NBA  | Zachodnia   | 10           | Pacific   | 3           | 41              | 41              | |
| 2004/05                | NBA  | Zachodnia   | 13           | Northwest | 4           | 27              | 55              | |
| 2005/06                | NBA  | Zachodnia   | 15           | Northwest | 5           | 21              | 61              | |
| 2006/07                | NBA  | Zachodnia   | 12           | Northwest | 3           | 32              | 50              | |
| 2007/08                | NBA  | Zachodnia   | 10           | Northwest | 3           | 41              | 41              | |
| 2008/09                | NBA  | Zachodnia   | 4            | Northwest | 3           | 54              | 28              | Porażka w 1. rundzie z Houston Rockets (2-4) |
| 2009/10                | NBA  | Zachodnia   | 6            | Northwest | 2           | 50              | 32              | Porażka w 1. rundzie z Phoenix Suns (2-4) |
| 2010/11                | NBA  | Zachodnia   | 6            | Northwest | 3           | 48              | 34              | Porażka w 1. rundzie z Dallas Mavericks (2-4) |
| 2011/12                | NBA  | Zachodnia   | 11           | Northwest | 4           | 28              | 38              | |
| 2012/13                | NBA  | Zachodnia   | 11           | Northwest | 4           | 33              | 49              | |
| 2013/14                | NBA  | Zachodnia   | 5            | Northwest | 2           | 54              | 28              | Wygrana w 1. rundzie z Houston Rockets (4-2) Porażka w półfinale Konf. z San Antonio Spurs (1-4)                                                                                              |
| 2014/15                | NBA  | Zachodnia   | 4            | Northwest | 1           | 51              | 31              | Porażka w 1. rundzie z Memphis Grizzlies (1-4) |
| 2015/16                | NBA  | Zachodnia   | 5            | Northwest | 2           | 44              | 38              | Wygrana w 1. rundzie z Los Angeles Clippers (4-2) Porażka w półfinale Konf. z Golden State Warriors (1-4)                                                                                     |
| 2016/17                | NBA  | Zachodnia   | 8            | Northwest | 3           | 41              | 41              | Porażka w 1. rundzie z Golden State Warriors (0-4) |
| 2017/18                | NBA  | Zachodnia   | 3            | Northwest | 1           | 49              | 33              | Porażka w 1. rundzie z New Orleans Pelicans (0-4) |
| 2018/19                | NBA  | Zachodnia   | 3            | Northwest | 2           | 53              | 29              | Wygrana w 1. rundzie z Oklahoma City Thunder (4-1) Wygrana w półfinale Konf. z Denver Nuggets (4-3) Porażka w finale Konf. z Golden State Warriors (0-4)                                      |
| 2019/20                | NBA  | Zachodnia   | 8 / 8        | Northwest | 4           | 35              | 39              | Play-in Wygrana o 8 miejsce w play-off z Memphis Grizzlies Play-off Porażka w 1. rundzie z Los Angeles Lakers (1-4)                                                                           |
| 2020/21                | NBA  | Zachodnia   | 6            | Northwest | 3           | 42              | 30              | Porażka w 1. rundzie z Denver Nuggets (2-4) |
| 2021/22                | NBA  | Zachodnia   | 13           | Northwest | 4           | 27              | 55              | |
| 2022/23                | NBA  | Zachodnia   | 13           | Northwest | 5           | 33              | 49              | |
| 2023/24                | NBA  | Zachodnia   | 15           | Northwest | 5           | 21              | 61              | |
| 2024/25                | NBA  | Zachodnia   | 12           | Northwest | 4           | 36              | 46              | |